# محمد قاصد
محمد كاصد (أو محمد قاصد) كاظم الجابري، من مواليد 10 ديسمبر 1986 ولد في بغداد في العراق، وهو لاعب كرة قدم عراقي.
بدأ مسيرته الكروية مع نادي الشرطة العراقي في عام 2005، ولعب مع نادي الزوراء قبل أن ينتقل موسم 2009-2010 إلى نادي أبوب القبرصي.
و قد بدأ باللعب مع منتخب العراق لكرة القدم في عام 2007، وقد كان مع الفريق الفائز في كأس آسيا 2007 التي فاز بها المنتخب العراقي وكان بطل آسيا آنذاك.
شارك مع المنتخب في بطولة كاس القارات وقد شارك في جميع المباريات الثلاثة ولم يدخل مرماه سوى هدف واحد من المنتخب الأسباني.وقد حصل محمد كاصد على لقب ثاني احسن حارس في كاس القارات وهو حاليا يلعب مع نادي الطلبة العراقي.

## روابط خارجية
مراجع
1. ↑  منتديات كووورة نسخة محفوظة 02 سبتمبر 2017 على موقع واي باك مشين.
2. ↑  "fifa player". مؤرشف من الأصل في 2018-02-10.
3. ↑  اللاعب محمد قاصد على موقع كووورة، تاريخ الوصول: 2017-01-06.